# Пірняк Олеся Олександрівна
Оле́ся Олекса́ндрівна Пірня́к (нар. 29 січня 1990, м. Вінниця) — українська художниця. Член Національної спілки художників України (2023)..

## Біографія
Народилася 29 січня 1990 року в м. Вінниця. Закінчила Вінницький державний педагогічний університет імені Михайла Коцюбинського (2011) за спеціальністю «Технологічна освіта». Вчитель технологій, профільного навчання з основ дизайну та креслення. Викладачі: Шинін О. С., Зузяк Т. П., Панчук Ф. В.

Живе у рідному місті.

## Творчість
Працює в галузі декоративно-прикладного мистецтва та живопису. Улюблені жанри — пейзаж і натюрморт. Виставляється з 2002 року. Перша знакова професійна виставка — «Стежкою до храму краси» у Вінницькому обласному художньому музеї (2013)

Основні твори: «Біля озера» (2016), «Квіти мого дитинства» (2019), «Півонії», (2022), «Весна», (2022), «Гори» (2023), «Осінь» (2023).

У лавах НСХУ (від 2023).

Її роботи представлені в колекціях музеїв, зокрема у Реєстрі Музейного Фонду України.